# Århus Stiftstidende
Århus Stiftstidende ist eine regionale, dänische Tageszeitung mit Sitz in Aarhus, der zweitgrößten Stadt des Landes. Im Gegensatz zur überregionalen Jyllands-Posten, die ebenfalls ihren Sitz in Aarhus hat, bedient sie nur die Leserschaft aus der Stadt und deren Umland. So existieren neben Aarhus Lokalredaktionen in Skanderborg und Odder sowie für die Kommunen Favrskov, Syddjurs und Norddjurs.
Die unabhängige Zeitung bürgerlicher Prägung musste in den vergangenen Jahren einen erheblichen Rückgang ihrer Auflage hinnehmen. Lag sie etwa 1978 noch bei 74.000 Exemplaren pro Tag, verkaufte sich die Zeitung im Mai 2011 nur noch 19.661-mal (Wochenendausgabe: 24.567-mal). Verglichen mit anderen dänischen Zeitungen fiel der Verlust innerhalb eines Jahres mit 15,5 % (14,3 %) am stärksten aus.

## Geschichte
Der Drucker Niels Lund erhielt vom dänischen König Christian VII. 1787 die Erlaubnis, eine Buchdruckerei und eine Zeitung zu gründen. Aber erst sechs Jahre später brachte er das nötige Kapital auf, sodass er am 3. Januar 1794 erstmals seine Zeitung herausbringen konnte. Damals erschien sie unter dem Namen (Kongelig allernaadigst privilegerede) Aarhuus Stifts Adresse Contoirs Tidender und entwickelte sich allmählich zu einem führenden Provinzblatt in der Region. Seit 1831 erschien die moderat-konservativ ausgerichtete Zeitung unter dem kürzeren und heutigen Namen Århus Stiftstidende.
Nach dem Zweiten Weltkrieg verdrängte die Århus Stiftstidende die verbliebenen Zeitungen der Stadt vom Markt, darunter zuletzt 1974 den Demokraten. Allerdings eroberte die Jyllands-Posten auf dem hiesigen Markt Terrain, indem es in den 1960er Jahren Lokalausgaben für die Stadtbezirke herausgab. Die Folge war ein Zeitungskrieg um den lokalen Anzeigenmarkt, der erst 1976 mit einem Vergleich und dem Rückzug der Jyllands-Posten endete. Zwar führte das zu einer marktbeherrschenden Position für die Århus Stiftstidende als alleinige Lokalzeitung der Großstadt, doch war sie gefangen in ihrer Rolle als Provinzblatt. Während Jyllands-Posten einen überregionalen Charakter annahm, hatte die Århus Stiftstidende auch die Wünsche der Leserschaft im Hinterland zu berücksichtigen.
Nach der Fusion mit der Randers Amtsavis (1998) schloss sich das Unternehmen 2007 mit dem Medienkonzern De Bergske Blade zusammen, die gemeinsam die Midtjyske Medier gründeten, den größten Medienanbieter in der Region Midtjylland. Midtjyske Medier selbst sind (seit 2000 zu 90 %) Teil des Konzerns Berlingske Media, zu dem auch die zweitgrößte Zeitung Dänemarks, Berlingske, gehört.